# 印西市立木刈中学校
印西市立木刈中学校（いんざいしりつ きかりちゅうがっこう）は、千葉県印西市木刈二丁目にある公立中学校。

## 概要
印西市の西部に位置する。

## 沿革
- 1984年（昭和59年）4月1日 - 印西市立木刈中学校創立・開校[2]。

## 学区
- 木刈小学校の学区である、印西市木刈一丁目、木刈二丁目、木刈三丁目、木刈四丁目、木刈五丁目、木刈六丁目、木刈七丁目、牧の木戸一丁目、大塚三丁目[3]。
- 小倉台小学校の学区である、印西市小倉台一丁目、小倉台二丁目、小倉台三丁目、小倉台四丁目、武西学園台一丁目、武西学園台三丁目、戸神台二丁目、中央南二丁目、中央北一丁目、中央北二丁目及び中央北三丁目の全部の区域[3]。
- 旧永治小学校の学区である、浦部、白幡、浦幡新田、小倉、和泉の一部、発作の一部、浦部村新田及び高西新田の全部の区域[3]。

## 著名な出身者
- 深津康太（サッカー選手、FC町田ゼルビア）
- 池田圭（サッカー選手、サガン鳥栖）
- 木暮聡（総合格闘家、修斗）
- 田端信成（サッカー選手、佐川印刷SC）
- 秋野央樹（サッカー選手、柏レイソル）
- 小林直己（EXILE）
- 真木よう子（女優）
- 村田沙耶香（作家）
- 山本桜大　(サッカー選手、柏レイソル、栃木SC)